# 特種製紙
特種製紙株式会社（とくしゅせいし、英文社名 Tokushu Paper Mfg. Co., Ltd.）は、かつて存在した特種東海ホールディングス傘下の製紙会社。ファンシーペーパーや機能紙など付加価値の高い特殊紙を生産していた。2010年4月に特種東海ホールディングスと合併、特種東海製紙となった。

## 主要事業所
- 本社 - 東京都中央区八重洲2丁目4-1（常和八重洲ビル）
- 大阪支店 - 大阪府大阪市中央区本町4丁目1-7
- 名古屋営業所 - 愛知県名古屋市中区錦1丁目7-19
- 三島工場 - 静岡県駿東郡長泉町本宿501
- 岐阜工場 - 岐阜県岐阜市上川手814

## 沿革
- 1926年（大正15年）11月21日 - 特種製紙株式会社設立。
- 1934年（昭和9年）3月 - 美濃製紙を買収、岐阜工場（初代）発足。
- 1945年（昭和20年）7月 - 岐阜空襲によって焼失した岐阜工場（初代）を閉鎖。
- 1961年（昭和36年）10月2日 - 東証2部に上場。
- 1964年（昭和39年）10月 - 真砂製紙を合併、岐阜工場（2代目）発足。
- 1989年（平成元年）10月 - 東証1部に指定替え。
- 2006年（平成18年）1月25日 - 北上ハイテクペーパーに出資。
- 2007年（平成19年）3月27日 - 上場廃止。
- 2007年（平成19年）4月2日 - 東海パルプと株式移転による共同持株会社特種東海ホールディングス設立。
- 2007年（平成19年）4月19日 - 北上ハイテクペーパーの株式を三菱製紙に譲渡。
- 2007年（平成19年）6月19日 - 王子製紙株式会社と、特殊紙事業での戦略的業務提携を結んだと発表。
- 2008年（平成20年）10月1日 - 王子製紙との提携の一環として、7月末に閉鎖された王子特殊紙静岡製造所の一部設備を譲り受け三島工場に移設。
- 2010年（平成22年）4月1日 - 特種東海ホールディングスに吸収合併され解散。

## 関係会社
- 特種メーテル株式会社
- 特種ロジスティクス株式会社
- 特種紙商事株式会社